# 김소영 (1914년)
김소영(金素英, 일본식 이름: 金惠得, 1914년 ~ 1989년)은 한국의 영화 배우이다.

## 생애
본명은 김혜득(金惠得)이며, 동료 배우였던 복혜숙에 따르면, 개신교 목사의 딸이다. 어린 시절에는 강원도 영월군에서 할머니 손에 자라다가 1921년에 아버지를 따라 개성으로 이주하여 호수돈보통학교에 진학하였다. 1925년에 다시 아버지를 따라 경성부로 이주하여 배화여자고등보통학교를 다니다가 1929년 경 중퇴했다. 이 무렵 가세가 기울면서 배우가 되어 생활 전선에 뛰어들었다.
1927년 《뿔빠진 황소》로 영화계에 데뷔했다는 기록이 있으나, 본인의 회고록에는 《방아타령》(1931)이 데뷔작이라고 기록되어 있다. 이후 무성 영화 시대를 대표하는 배우 중 한 명으로 활동하면서, 토월회와 낭만좌, 동양극장 등 당대 연극계를 이끌었던 극단에서 연극 배우 활동도 병행했다. 1933년 경 좌파 이론가로 유명한 추민과 만나 결혼하여 딸 추나미를 낳고 딸 나미는 남한에서 결혼 하여 2남 3녀를 둠.
《방아타령》 이후 1930년대 후반 안석영 연출의 《심청》(1937), 최인규 연출의 《국경》(1939), 이병일 연출의 《반도의 봄》(1941) 등 흥행 영화에 연속 주연으로 출연하여 많은 인기를 끌었다. 박기채의 회고에 따르면, 주연급으로 확실히 자리잡는 계기가 된 《심청》에서 보여준 김소영의 연기는 여성적 매력이 넘치며 다른 배우들이 따르기 힘든 신기한 연기였다.
명랑한 성격의 김소영은 무대 경험을 통해 발성이 잘 훈련되어 있어 높은 평가를 받았고, 특히 조선적인 미인으로 여겨져 당시 유행하던 향토색 구현에도 유리했다. 1939년 일본에서 발간된 잡지 《모던일본 조선판》에 비스듬히 누운 자세로 표지 모델 사진을 찍은 것이 발굴되기도 했다.
일제강점기 말기에 세미다큐멘터리 형식으로 찍은 어용 영화 《감격의 일기(일본어: 感激の日記)》(1945)를 비롯해 여러 편의 군국주의 옹호 영화에 출연한 일이 있다. 이로 인해 2008년 발표된 민족문제연구소의 친일인명사전 수록예정자 명단 연극/영화 부문에 포함되었다. 이 명단의 영화 부문에 포함된 여자 배우는 문예봉과 김신재, 복혜숙, 그리고 김소영까지 네 명이다.
광복 후 좌익 계열 영화인 단체인 조선영화동맹 집행위원을 맡았고, 1947년부터 한국방송 라디오극회 소속으로 라디오 드라마에서도 활동했다. 그러나 ‘남자 최승희’로 불릴 만큼 유명한 무용가였던 조택원과 만나 그의 연인이 되면서 영화계에서의 활동은 1948년에 개봉된 안종화의 《수우》 이후 끊겼다.
조택원의 두 번째 부인이 되어 함께 미국으로 이민을 떠났으나 이민 생활 중 불화가 있었다. 이후 두 사람은 이혼하였고, 조택원은 귀국하였으며, 김소영은 말년에 한때 귀국하여 유일한 혈육 인 딸 추나미와 함께 살다가 다시 도미하여 LA 에 거주하다 와병하여 1989년에 세상을 떠났으며 LA 근교 로즈힐 묘지에 안장 되었다.

## 참고자료
- 강옥희,이영미,이순진,이승희 (2006년 12월 15일). 《식민지시대 대중예술인 사전》. 서울: 소도. 42~45쪽쪽. ISBN 9788990626264.